# Завземане: Бруклин 3
Завземане: Бруклин 3 (на английски: NXT TakeOver: Brooklyn III) е предстоящо кеч шоу, продуцирано от WWE за тяхната марка NXT и се излъчва на живо по WWE Network. Ще се провежда на 19 август 2017 г. в Barclays Center в Бруклин, Ню Йорк. Това е седемнайсетото подред събитие в хронологията на Завземане, третото в Бруклин и четвъртото за 2017 г.

## Заден план
Събитието включва мачове, получени от сценични сюжети и имат резултати, предварително решени от WWE. Сюжетите се продуцират по седмичното телевизионно шоу NXT.
На 16 август уебсайта на WWE обявява, че предварително шоу ще водят Чарли Карусо, коментатора на Първична сила Кори Грейвс, Сам Робъртс и Члена на Залата на славата на WWE Лита. По време на предварителното шоу ще се появят Шинске Накамура и Кармела от Разбиване и Саша Банкс и бившия Шампион в полутежка категория на WWE Невил от Първична сила, докато Рене Йънг ще води интервюта зад кулисите.
Групата Code Orange ще изпълнят на живо „Bleeding in the Blur“, една от официалните песни на събитието.

### Сюжети
В епизода на 5 юли Шампиона на NXT Боби Рууд побеждава Родрик Стронг и запазва своята титла; Впоследствие Рууд се подиграва на Стронг и семейството му за загубата, настоявайки за нов претендент от Главния мениджър Уилям Ригъл, който урежда мач между Дрю Макинтайър и Килиян Дейн. В епизода на 19 юли, Макинтайър побеждава Дейн и става главен претендент за титлата в мач, уреден за Завземане: Бруклин 3. На следващата седмица Макинтайър излиза на ринга и се обръща към публиката, казвайки че се е променил откакто е напуснал WWE и че сега е по-силен, твърдейки че ще победи Рууд на Завземане. В следващия епизод, докато Рууд участва в интервю зад кулисите, Родрик Стронг се появява и се опитва да го нападне, но е спрян. На следващата седмица Макинтайър и Рууд се срещат на ринга, разменяйки обиди. Тогава Стронг отново се появява, настоявайки за втори шанс за титлата. Тогава Ригъл урежда мач между Стронг и Макинтайър за следващия епизод, в който ако Стронг спечели ще получи шанс за титлата след Завземане. На следващата седмица Рууд се намесва в мача между Макинтайър и Стронг, атакувайки и двамата.
На Завземане: Орландо непобедимата от есента на 2015, Аска побеждава Ембър Муун, след като ѝ пречи да направи Залезът, запазвайки своята Титла при жените на NXT. В епизода на 3 май се провежда кралска битка, определяща главна претендентка за титлата. Накрая остават Муун, Руби Райът и Ники Крос, но никоя не печели след намеса от Аска, която напада и трите. След атаката Муун получава травма на рамото, а Аска запазва титлата срещу Райът и Крос на Завземане: Чикаго. Впоследствие Муун се завръща и в епизода на 26 юли тя предизвиква Аска на мач за титлата на Завземане: Бруклин. По-късно същия епизод Главния мениджър Уилям Ригъл прави мача официален. В следващия епизод Аска излиза на ринга и казва, че Муун не е готова за нея. Тогава Муун излиза, казвайки че тя е готова, но Аска не е, двете се сбиват; Впоследствие Муун прави Залезът на Аска. В последния епизод преди Завземане двете подписват договор за мача.
В епизода на 12 юли Авторите на болка запазват успешно своите Отборни титли на NXT срещу Тежките машини. След мача Александър Уолф и Килиян Дейн от Санити излизат на сцената, късайки страниците от книгата на мениджъра на Авторите, Пол Елъринг. В епизода на 26 юли Авторите на болка излизат на ринга за да се бият срещу Дейвид Рамос и Тимъти Бъмпърс, но са спрени от Ники Крос, която също е от Санити. Тогава Уолф и Дейн нападат техните опоненти, прекратявайки мача. След това Авторите и Санити се сбиват, където Авторите доминират. На 2 август е обявено, че Авторите на болка ще защитават своите титли срещу Санити на Завземане: Бруклин 3. На следващата седмица Крос, Уолф и Дейн излизат на ринга, провокирайки Авторите на болка, които излизат на сцената, но се разделят. Лидера на Санити, Ерик Йънф се завръща и напада Резар, връзвайки го за бариера, докато Дейн и Уолф нападат Ейкам. Накрая Резар се опитва да помогне, но побоят е спечелен от Санити.
В епизода на 2 август Хидео Итами провежда интервю зад кулисите, но внезапно излиза на ринга по време на обявяването на следващия мач, и обижда феновете, твърдейки че заслужава повече уважение. Тогава на ринга излиза Алистър Блек, който трябва да се бие в мача и прави ритника Черната маса на Итами, който де опитва да го нападне. Впоследствие Блек печели мача си срещу Кайл О'Райли. След шоуто Итами отново се опитва да нападне Блек, който тъкмо напуска залата. По-късно уебсайта на WWE обявява, че мач между двамата е уреден за Завземане: Бруклин 3.
На Завземане: Чикаго Авторите на болка успешно защитават своите Отборни титли на NXT в мач със стълби срещу Джони Гаргано и Томасо Чампа. След мача Чампа става злодей като брутално атакува Гаргано чупейки две маси с него. Впоследствие Чампа получава травма, осигуряваща операция, а Гаргано се завръща, продължавайки да се бие самостоятелно, като побеждава Раул Мендоза на 2 август. На следващия епизод, Гаргано споменава в интервю, че иска да се бие на Завземане. По-късно същия епизод Андраде „Сиен“ Алмас, който вече е придружаван от Зелина Вега побеждава Но Уей Хосе. След мача Вега обявява, че Алмас ще бъде опонента на Гаргано на Завземане: Бруклин 3.

## Мачове
| №                                         | Мачове | Правила                               |
| ----------------------------------------- | --- | ------------------------------------- |
| 1                                         | Боби Рууд (ш) срещу Дрю Макинтайър                                                                                           | Мач за Титлата на NXT                 |
| 2                                         | Аска (ш) срещу Ембър Муун | Мач за Титлата при жените на NXT      |
| 3                                         | Авторите на болка (Ейкам и Резар) (ш) (с Пол Елъринг) срещу Санити (Александър Уолф и Килиян Дейн) (с Ерик Йънг и Ники Крос) | Отборен мач за Отборните титли на NXT |
| 4                                         | Алистър Блек срещу Хидео Итами                                                                                               | Индивидуален мач                      |
| 5                                         | Андраде „Сиен“ Алмас (със Зелина Вега) срещу Джони Гаргано                                                                   | Индивидуален мач                      |
| - (ш) – указва шампиона/шампионите в мача | |                                       |